# Марунчак Михайло Григорович
Миха́йло Григо́рович Марунча́к (4 жовтня 1914, село Далешове, Городенківський повіт, Австро-Угорщина — 21 листопада 2004, Вінніпег, Канада) — український редактор, бібліограф, педагог, громадський діяч. Дослідник історії української еміграції Канади. Дійсний член Наукового товариства імені Шевченка (з 1961 року), Української вільної академії наук (з 1961 року), президент УВАН у Канаді (у 1983—1986 роках).

## Життєпис
Михайло Марунчак, закінчивши класичну гімназію Тараса Шевченка в Городенці, у 1936—1940 роках вивчав право і суспільні науки у Львівському університеті. У 1940—1942 роках в Німецькому університеті в Празі вивчав економічні науки, в Українському вільному університеті — право і суспільні науки: в УВУ 1941 року і захистив докторську дисертацію з права.
17 жовтня 1942 року його заарештувало гестапо — і він перебував у концентраційних таборах у Чехії, Польщі, Австрії. Був звільнений 6 травня 1945 року американськими військами.
У 1947—1948 роках став головою Ліги українських політв'язнів у Мюнхені (Баварія, Німеччина). Видавав бюлетень «Український політв'язень» і співпрацював у журналі «Літопис українського політв'язня» та в науково-дослідному інституті української мартирології.
У 1948 року Марунчак іммігрував у Канаду. У 1955 року закінчив Манітобський університет із ступенем бакалавра соціальних наук. Працював в українських «Просвітах», «Рідних школах» у Вінніпезі; був професором права й суспільних наук Українського католицького університету в Римі (Італія). Активний член Комітету українців Канади (від 1989 року — Конґрес Українців Канади), Світового конгресу вільних українців (обирався до складу керівних органів), голова Світової ліги українських політв'язнів (з 1985 року). Співзасновник «Заповідника-інституту Маркіяна Шашкевича»: науковий секретар (у 1962—1979 роках) та голова (з 1979 року), редактор і видавець журналу «Шашкевичіана» (у 1982—1986 роках), редактор історико-мемуарного збірника «Городенщина» (1978, 2002), низки бюлетенів Ліги українських політв'язнів, меценат і почесний редактор альманаху «Ямгорів» (Городенка, з 1991 року).
Нагороджений Шевченківською медаллю КУК у 1962 році.

## Праці
Автор праць «Маркіян Шашкевич на тлі доби» (1962), «Система німецьких концентраційних таборів і політика винищування в Україні» (1963), «Українці в Румунії, Чехословаччині, Польщі, Югославії» (1969), «Нація в боротьбі за своє існування» (1985), «Українські політичні в'язні в нацистських концентраційних таборах» (1996), двотомної історії українців Канади (1967, 1974), «Студій до історії українців Канади» у 5 томах, упорядник «Біографічного довідника до історії українців Канади» (1986).
- Маркіян Шашкевич на тлі доби. — Вінніпеґ, 1962.
- Система німецьких концтаборів і політика винищування в Україні. — Вінніпеґ, 1963.
- Сава Чернецький — піонерський поет Канади // Д-р Михайло Марунчак. До історії української піонерської літератури Канади. Доповідь в УВАН, Вінніпеґ, 3 жовтня 1965 // Свобода, середа, 20 жовтня 1965, рік LXXII, http://www.svoboda-news.com/arxiv/pdf/1965/Svoboda-1965-195.pdf [Архівовано 10 червня 2015 у Wayback Machine.], стор. 3.
- Студії до історії українців Канади. — Т. 1—5. — Вінніпеґ, 1964—1980.
- Змагання за незалежність Української Церкви в Канаді: Роль катедри св. Володимира й Ольги у Вінніпезі. — Вінніпег, 1967.
- Історія українців Канади. — Т. 1—2. — Вінніпеґ, 1968—1974 (друге видання — 1991).
- Українці в Румунії, Чехословаччині, Польщі, Югославії. — Вінніпеґ, 1968.
- The Ukrainian Canadians: A History. — Winnipeg, 1970. (англ.)
- Українці в СРСР поза кордонами УРСР. — Вінніпеґ, 1974.
- Коли народжувалась Канадська Україна. — Нью-Джерсі, 1977.
- Митрополит Андрей Шептицький на Заході: 1920—1923. — Вінніпеґ, 1981.
- Сорок років праці Комітету українців Канади: 1940—1980. — Вінніпеґ, 1981.
- Дві декади зусиль і жертв. — Вінніпеґ, 1982.
- Нація в боротьбі за своє існування 1932 і 1933 в Україні і діаспорі. — Вінніпеґ, 1985.
- Біографічний довідник до історії українців Канади. — Вінніпеґ, 1986.

## Нагороди
Нагороджений Шевченківською медаллю та медаллю Сторіччя Канади (1967).